# Condé-sur-Ifs
Condé-sur-Ifs é uma comuna francesa na região administrativa da Normandia, no departamento Calvados. Estende-se por uma área de 11,5 km². Em 2010 a comuna tinha 460 habitantes (densidade: 40 hab./km²).